# Théophile de Corte
Pour les articles homonymes, voir Corte (homonymie).
Blaise de Signorio en religion frère Théophile, aussi connu sous le nom de Théophile de Corte, né le 30 octobre 1676 à Corte, dans l'île de Corse (alors une dépendance de la république de Gênes) et mort le 21 mai 1740 à Fucecchio (Italie) est un religieux franciscain. 
Béatifié en le 19 janvier 1896 et canonisé le 28 juin 1930 par Pie XI il est le saint patron de la Corse.
Il est fêté le 19 mai de chaque année.

## Biographie

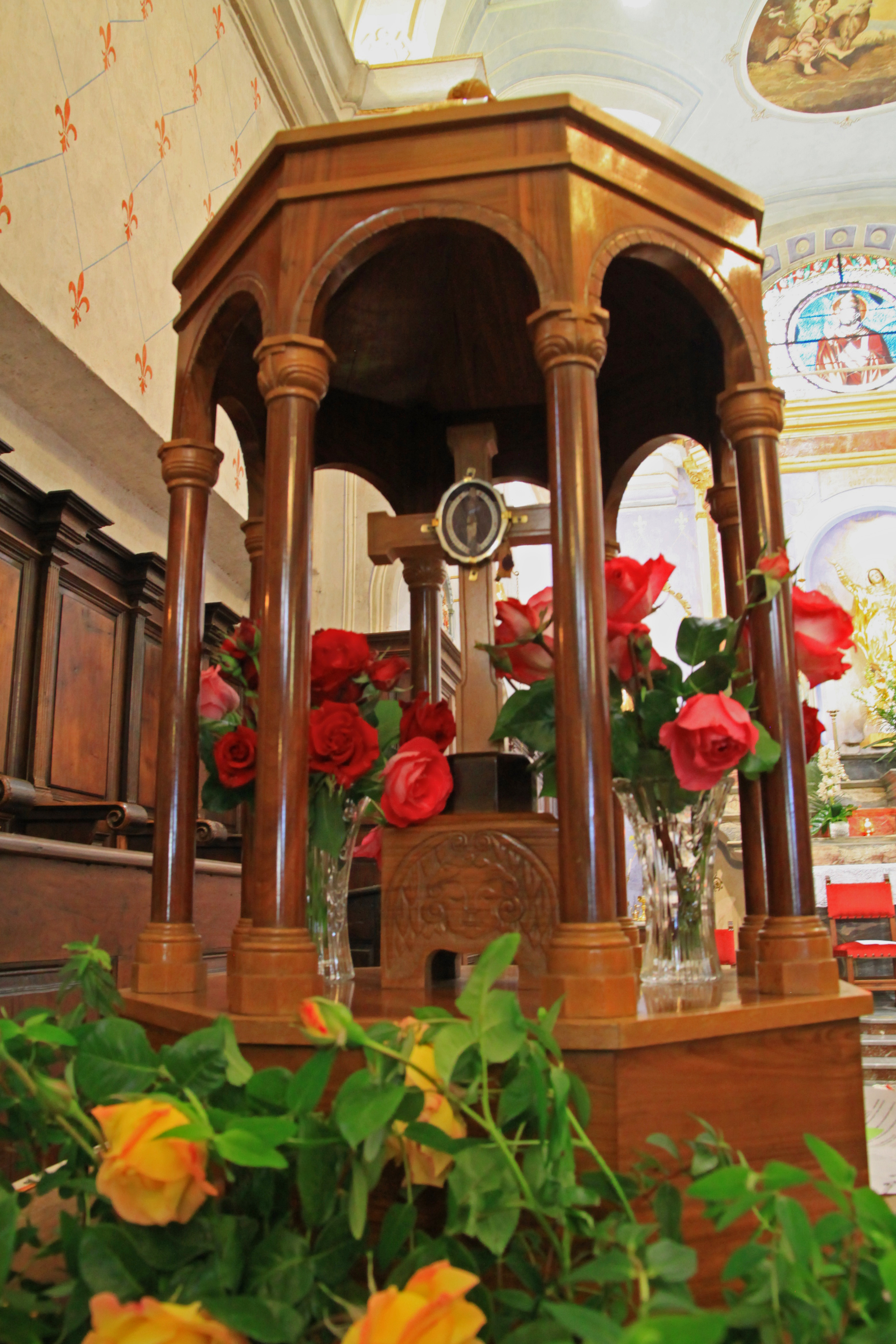
Reliquaire de Saint Théophile

À l'âge de 18 ans, après sa scolarité, Blaise de Signorio entre au couvent des Franciscains de Corte, chez les Frères mineurs de l’Observance, où il prend le nom de « frère Théophile ». Théophile fait profession religieuse le 22 septembre 1694.
Il est envoyé à Rome pour y suivre la formation de séminariste au couvent de l’Ara Coeli. Le 30 novembre 1700, il est ordonné prêtre à Naples. Il est envoyé comme lecteur de théologie au couvent de Civitella (aujourd’hui Bellegra).
Victime d'un accident, il reste boiteux. Il décide de se consacrer à la prédication itinérante, en Italie, puis en Corse, ainsi qu'à l’assistance des malades.
Il se retire successivement dans plusieurs couvents de récollets où l’on observait rigoureusement la règle franciscaine, dans une très stricte pauvreté (Bellegra près de Rome, puis à Palombara, en Sabine). 
Dans l’histoire de l’Ordre de saint François d’Assise, il est resté comme l’apôtre des ritiri, ces couvents de retraite proches de la vie érémitique, où la règle franciscaine était observée dans toute sa rigueur et où les moines font la charité.

En 1730, il revient en Corse où il tente de promouvoir les couvents de récollection. Malgré les oppositions rencontrées, il peut enfin réaliser sa réforme à l'ermitage de Zuani, appelé par le frère gardien en exercice. Il lui succédera comme gardien. Il fonde un autre ritiro à Campoloro et réforme le couvent de Cervione.

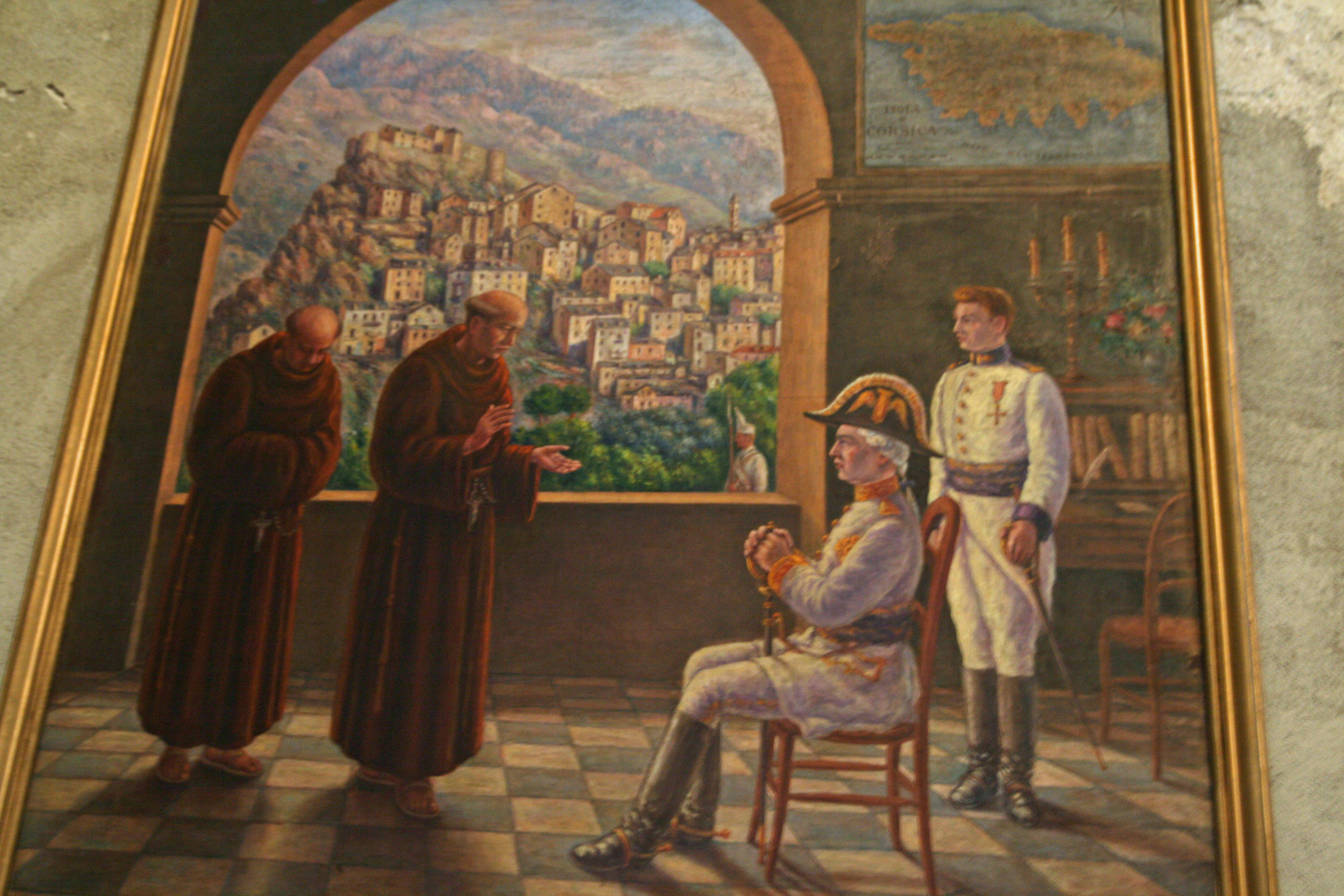
St Théophile et le comte de Wurttemberg

Durant cette période, il effectue une intervention de conciliation auprès du prince Frédéric-Louis de Wurtemberg chargé par la république de Gênes d'une mission punitive en Corse.
En 1734, le chapitre provincial le désigne à nouveau pour l’Italie et chargé d’établir des couvents de récollection en Toscane. C’est à Fucecchio en Toscane qu’il peut faire passer le couvent de l’observance à la réforme des maisons de récollection. C’est là qu’il meurt le 21 mai 1740, laissant un grand renom de sainteté. 
Il est considéré comme un saint guérisseur ; il aurait eu le pouvoir de guérir les malades, mais aussi celui de pouvoir prévoir la mort. On lui attribue de nombreux miracles, rendant la vue aux aveugles notamment, et même après sa mort, aux malades qui venaient sur sa tombe. Il est canonisé par Pie XI, le 28 juin 1930.
Ses reliques sont arrivées au mois de septembre 1930, dans des conditions rocambolesques. Un violent orage a dispersé les gens qui attendait leur arrivée à la gare. Quand le train est arrivé, il n'y avait plus que les curés. Il n'y avait plus personne pour célébrer l'évènement. 
Patron de la Corse, il est aussi le saint patron de la ville. Tous les 19 mai, Théophile de Corte est fêté.
Dans l'église de l'Annonciade (1450) à Corte se trouve la chapelle de San Teòfalu avec sa statue et son gisant.
À l'intérieur, à gauche du chœur, est exposé l'extrait de naissance de Blaise de Signorio(1676), devenu frère franciscain sous le nom de Théophile de Corte et canonisé en 1930. Dans la chapelle placée sous son vocable, le saint apparaît sur son lit de mort.

## Représentation
- Tableau San Teòfalu intercédant pour ses compatriotes auprès du Duc de Wurtenberg. Donné par le Vatican, il était exposé dans la Basilique Saint Pierre de Rome. Il orne maintenant la chapelle San Teòfalu dans l'église de l'Annonciation à Corte.
- Gisant de San Teòfalu (effigie en cire du musée Grévin, 1979) dans l'église de l'Annonciation à Corte.

- Statue Teòfalu dans l'église d'Ampriani
- Statue Teòfalu au couvent de Zuani
- Statue Saint Théophile de Corte dans l'église conventuelle d'Alando